# في بي سي أي
في بي سي أي (بالفرنسية: VBCI)‏ هي مركبة قتال مدرعة فرنسية من المقرر أن تدخل الخدمة في الجيش الفرنسي خلفا للمدرعة الفرنسية AMX-10P ، يبلغ وزن الفي بي سي أي حوالي 25.6 طن وزودت بمحرك ديزل بقوة 550 حصان يعطي سرعة قصوى 100 كم/س، وهي مركبة قتال مدولبة بدفع 8X8.
صنع درع الفي بي سي أي من التايتنيوم والفولاذ ويشمل تسليحها الرئيسي على مدفع M811
من من عيار 25 يصل معدل رمايته إلى 400 طلقة في الدقيقة، إضافة إلى مدفع رشاش عيار 7.62 ملم، ومن المتوقع أن يحمل النموذج الجديد من الآلية صواريخ أرض- جو ونظام غاليكس لرماية القنابل كما جرى اختبار نماذج جديدة مطورة منها قادرة على حمل مدافع هاون وصواريخ ميلان مضادة للدروع.
وكلمة في بي سي أي هي أختصار للجملة الفرنسية: Véhicule blindé de combat d'infanterie التي تعني مركبة قتال مدرعة للمشاة.

## المفاوضات

### مفاوضات جارية
- الإمارات العربية المتحدة.[1]

### البلدان التي أبدت اهتمامها
- روسيا.[2]

### فشل المفاوضات
- كندا.[3]
- إسبانيا [4]
- لبنان [5]
- المملكة المتحدة [6]
- الدنمارك [7]